# Joseph Oduro Manu
Joseph Oduro Manu (* 26. Juli 1996 in Accra) ist ein ghanaischer Leichtathlet, der sich auf den Sprint spezialisiert hat.

## Sportliche Laufbahn
Joseph Oduro Manu studiert seit 2018 an der Coppin State University in den Vereinigten Staaten und bei den World Athletics Relays 2021 in Chorzów erreichte er mit der ghanaischen 4-mal-100-Meter-Staffel das Finale, wurde dort aber disqualifiziert. Im Jahr darauf belegte er bei den Weltmeisterschaften in Eugene mit neuem Landesrekord von 38,07 s im Finale den fünften Platz.

## Persönliche Bestleistungen
- 100 Meter: 10,12 s (+1,9 m/s), 25. Mai 2022 in Bloomington
  - 60 Meter (Halle): 6,66 s, 6. Februar 2021 in Virginia Beach
- 200 Meter: 20,42 s (+1,1 m/s), 14. Mai 2022 in Norfolk
  - 200 Meter (Halle): 21,08 s, 23. Februar 2022 in Virginia Beach